# Cratere Briault
Briault  è un cratere sulla superficie di Marte.